# Historischer Verein Heilbronn
Der Historische Verein Heilbronn (Historischer Verein HN) ist ein 1876 gegründeter Geschichtsverein, der sich mit der Geschichte der Stadt Heilbronn befasst. Der Verein betrieb vor dem Zweiten Weltkrieg das Historische Museum im Fleischhaus sowie das Alfred-Schliz-Museum für heimische Vor- und Frühgeschichte im Alten Friedhof in Heilbronn. Publizistisch erlangte der Verein als Herausgeber seiner Berichte (seit 1969 als Jahrbuch für schwäbisch-fränkische Geschichte) Bedeutung, in denen zahlreiche wichtige Beiträge der regionalen Geschichtsforschung erschienen sind. Der Verein steht von jeher in enger Beziehung zum Stadtarchiv Heilbronn, das seit geraumer Zeit für die Redaktion und die Herausgabe der Schriften des Vereins verantwortlich zeichnet.

## Geschichte

### Vorgeschichte zur Gründung

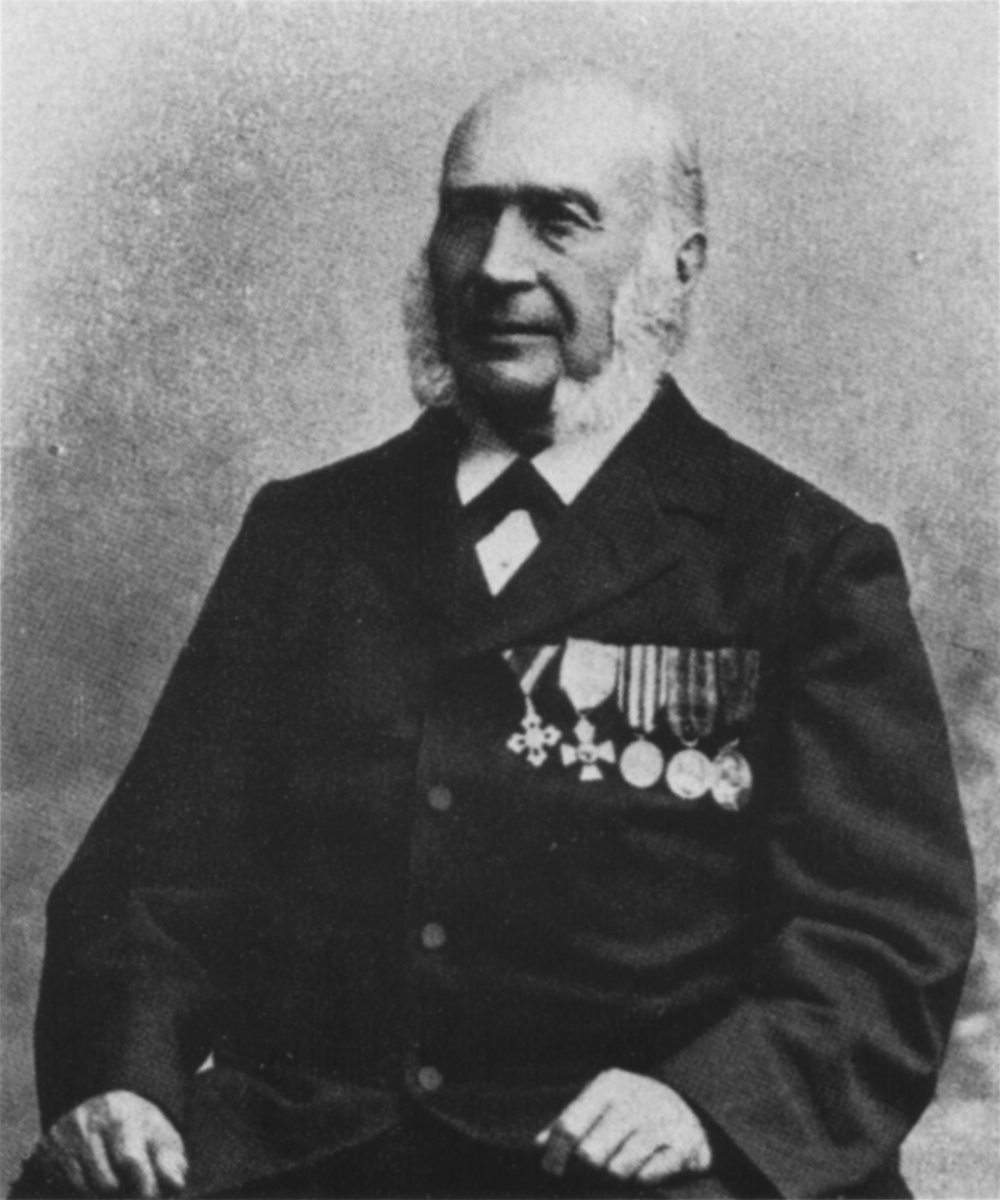
Friedrich Betz, Initiator und erster Vorsitzender des Vereins

Nach der Gründung des Historischen Vereins für Württembergisch Franken in Künzelsau 1847, dem seit 1856 auch Heilbronner Mitglieder angehörten und der 1863 seine Jahresversammlung in Heilbronn abhielt, geriet Künzelsau zeitweilig zum Dreh- und Angelpunkt der Heilbronner Geschichtsforschung, da dort die Berichte der Heilbronner Historiker verlegt wurden, Berichte von Auswärtigen über die Heilbronner Geschichte erschienen und historische Funde aus Heilbronn ins Künzelsauer Vereinsmuseum kamen. Als der Historische Verein für Württembergisch Franken 1872 nach einem neuen Sitz suchte, entschied man sich gegen Heilbronn und für Schwäbisch Hall. Ende 1875 gab es dann zunächst Versuche, einen Zweigverein in Heilbronn zu gründen. Zu den Initiatoren zählten aus dem Verein für das württembergische Franken der Heilbronner Arzt Friedrich Betz, der Mitglied des Vereinsausschusses war, und der Vorstand Julius Hartmann sowie örtliche Honoratioren wie der Heilbronner Oberbürgermeister Karl Wüst, der ehemalige Paulskirchen-Abgeordnete Louis Hentges und der Neckarsulmer Amtsrichter Wilhelm Ganzhorn. Am 27. Dezember 1875 fand dann eine Beratung im Heilbronner Ratssaal statt, an die sich regionalgeschichtliche Vorträge, eine Besichtigung von bedeutenden Heilbronner Baudenkmalen und ein abendliches Bankett anschlossen. Zu einer Vereinsgründung kam es an diesem Tag aber noch nicht.

### Zweigverein des Vereins für Württembergisch Franken ab 1876

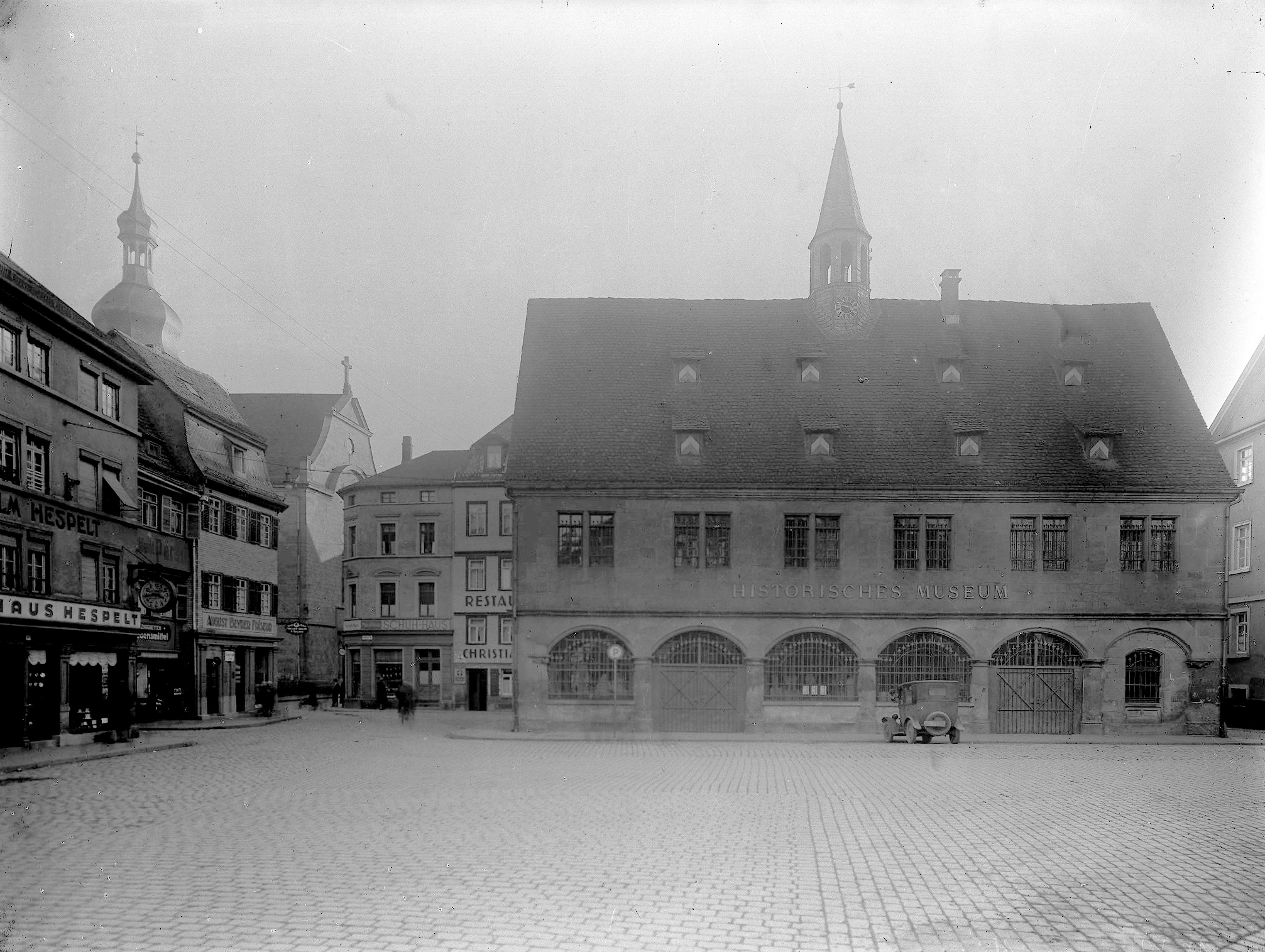
Im Heilbronner Fleischhaus (Aufnahme vor 1929) betrieb der Verein von 1876 bis zum Zweiten Weltkrieg ein Historisches Museum

Die konstituierende Versammlung des Vereins, zu dem ein provisorisches Komitee aus Sanitätsrat Friedrich Betz, Lackfabrikant August Bilfinger, Oberbürgermeister Karl Wüst und Kreisrichter Bonhöffer eingeladen hatte, fand am 17. Februar 1876 statt. Der Verein setzte sich zum Ziel, Altertümer aus Heilbronn und der Umgebung zu sammeln und das Interesse aller Bevölkerungsschichten für die Geschichte der Stadt zu wecken. Der Verein war anfangs Zweigverein des Historischen Vereins für Württembergisch Franken, hatte jedoch von Anbeginn eine eigene Kassenführung und einen eigenen Ausschuss. Die Mitglieder des Vereins waren zudem Vollmitglieder des Gesamtvereins, an der Herausgabe von dessen Zeitschrift sich der Heilbronner Verein beteiligte. Zum ersten Vorsitzenden wurde Friedrich Betz gewählt, neben den Komitee-Mitgliedern nahm man außerdem noch den Lehrer und späteren Rektor des Karlsgymnasiums, Friedrich Dürr, den ehemaligen Neuenstädter Kameralamtsverwalter Roth sowie den damaligen Heilbronner Stadtarchivar Gustav Weismann auf. Die erste Satzung des Vereins verfasste Fabrikant Bilfinger. Wenige Monate nach Gründung stieß der Gemeinderat Georg Härle zum Verein, der die Rolle des Kassiers bekleidete.
Schon wenige Wochen nach der Gründung erhielt der Verein die Genehmigung, Räume im Fleischhaus zur Ausstellung seiner Sammlung als Historisches Museum nutzen zu können, das am 24. Juni 1879 eröffnet wurde. Lehrer Dürr wurde Museumsverwalter und Bibliothekar, Buchbinder J. Böker wurde Custos des Museums. Neben der Sammlung von Funden aus der Vorgeschichte nahm der Verein bald auch eine rege Vortragstätigkeit zu Themen der Frühgeschichte, der jüngeren Geschichte und zu Heilbronner Bauwerken auf. Außerdem war der Verein auch bei Forschungsarbeiten beteiligt, vor allem bei frühgeschichtlichen Ausgrabungen, aber z. B. auch bei der Öffnung der Sarkophage der letzten Herren von Hirschhorn in der Heilbronner Kilianskirche.

### Eigenständiger Verein ab 1881
Da Heilbronn sich zur größten Stadt im württembergischen Franken entwickelt hatte und der Verein auch eigene Publikationen herausgeben wollte, kam es ab 1880 zu Spannungen mit dem Hauptverein, so dass sich der Heilbronner Historische Verein ab Spätjahr 1881 als eigenständiger Verein begriff und dafür 1882 auch eine neue Satzung veröffentlichte.
Die Mitglieder des Vereins setzten sich in den Anfangsjahren überwiegend aus Kaufleuten und Fabrikanten zusammen. Während der Haller Verein insbesondere auch viele Pfarrer als Mitglieder hatte, gehörte dem Heilbronner Verein anfangs kein einziger Pfarrer an, genauso wenig wie die in Heilbronn ansonsten stark vertretenen Weingärtner oder Arbeiter. Bereits unter den Mitgliedern der frühen Jahre waren mehrere, die grundlegende Arbeiten zur Geschichte der Stadt Heilbronn verfasst haben, darunter Friedrich Dürr, der den ersten Band der Heilbronner Chronik nach den Urkunden des Stadtarchivs zusammenstellte, oder der Lehrer Theodor Knapp, der 1894 eine Schrift über Die vier Dörfer der ehemaligen Reichsstadt Heilbronn veröffentlichte. Der Verein vernetzte sich außerdem bald durch den Eintritt in die Deutsche Anthropologische Gesellschaft, ins Germanische Museum oder in die Deutsche Schillergesellschaft mit ähnlichen, aber überregional tätigen Institutionen.
Die Sammlungen des Vereins erhielten bedeutenden Zuwachs aus dem Nachlass des Gründungsmitglieds Ganzhorn, der dem Verein seine Sammlung an römischen Altertümern vermachte, sowie aus dem Nachlass des Arztes Th. Roman, der dem Verein eine große Mineraliensammlung vererbte. In Folge von Umbauten an der Kilianskirche, dem Rathaus oder der Nikolaikirche gingen auch historische Bauplastiken an den Verein über.

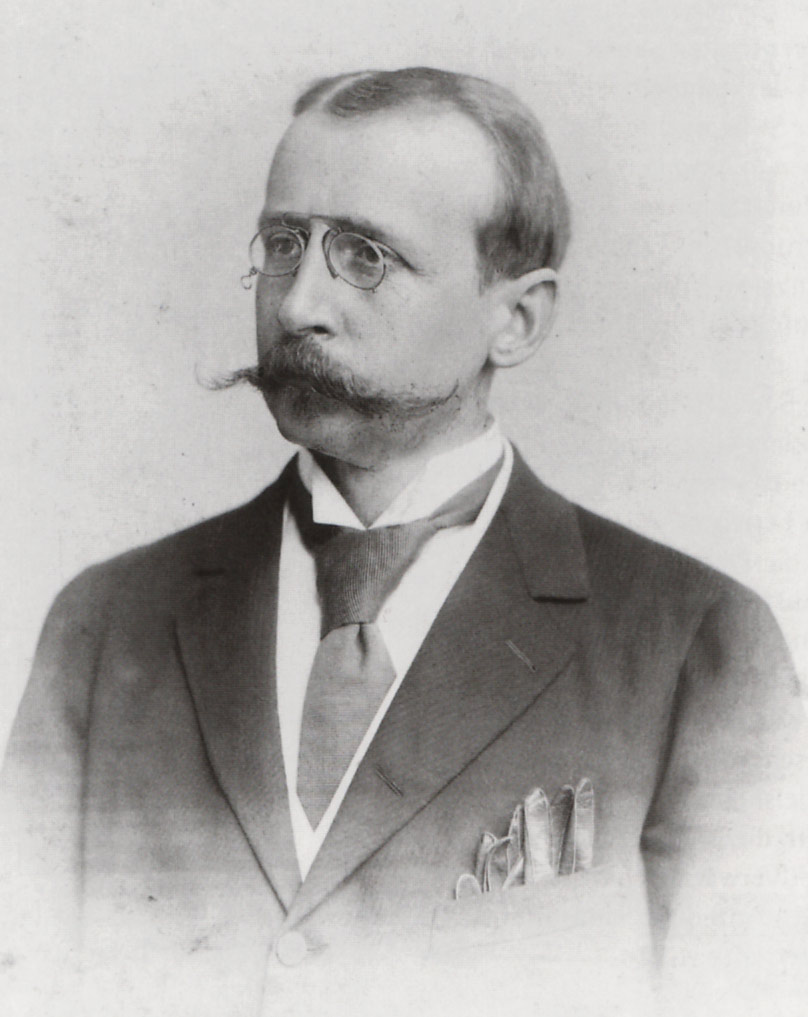
Alfred Schliz (Aufnahme von 1877), von 1899 bis zu seinem Tod 1915 Vorsitzender des Vereins

Als Friedrich Betz 1899 sein Amt als Vorstand des Vereins aus Altersgründen abgab, folgte ihm der Heilbronner Arzt Alfred Schliz, der kurz zuvor mit archäologischen Grabungen begonnen hatte und der unter Archäologen vor allem als Entdecker der Großgartacher Kultur berühmt wurde. Schliz veröffentlichte zahlreiche Schriften über seine Funde, hat aber auch die nicht zuletzt durch seine Grabungstätigkeiten stark vermehrten Sammlungen des Vereinsmuseums neu geordnet und katalogisiert und sich für die Erhaltung und Wiederherstellung Heilbronner Bau- und Kleindenkmäler eingesetzt. Unter Schliz erlangte die Vortragstätigkeit des Vereins überregionale Bedeutung, da er auch renommierte Forscher zu allgemeingeschichtlichen Vorträgen lud, darunter der Kirchenhistoriker und frühere Klingenberger Pfarrer Max Duncker, der Kunsthistoriker Julius Baum und der Philologe Wilhelm Nestle. Außerdem wurden die Vereinsausflüge intensiviert. Im Jahr 1900 hatte der Verein erstmals über 300 Mitglieder und damit einen bis nach dem Zweiten Weltkrieg nicht mehr erreichten Mitgliederhöchststand. Im selben Jahr errichtete der Verein das Herzog-Magnus-Denkmal außerhalb von Obereisesheim.
Nach dem Tod von Alfred Schliz 1915 trat der Historiker Moriz von Rauch dessen Nachfolge als Vereinsvorstand an. Rauch, der von seinem Vorgänger Schliz gefördert worden war, hat zwei Jahrzehnte lang Teilbände des Heilbronner Urkundenbuches bearbeitet und eine große Zahl von regionalgeschichtlichen Schriften vorgelegt. Sein bleibendes Verdienst ist es, die Heilbronner Urkunden dokumentiert zu haben, so dass auch nach der Vernichtung eines Großteils des Urkundenbestandes im Zweiten Weltkrieg wichtige Quellen zur Stadtgeschichte weiterhin bekannt sind. Rauch hat den Verein während des für das Vereinsleben ungünstigen Ersten Weltkrieg und durch die anschließende Zeit der Inflation geführt, in den damaligen Zeiten leerer Kassen einen Großteil der Vorträge selbst gehalten und nach der Inflation die Ausflugstätigkeit wieder zum Leben erweckt. Die wirtschaftlichen Notzeiten schlugen sich freilich auch auf die Mitgliederzahl nieder, die während Rauchs Amtszeit kaum mehr als 200 betrug. Zu den aktivsten Mitgliedern in Rauchs Amtszeit zählte der Offizier Ferdinand Fromm (1857–1941), der von 1913 bis in die Zeit um 1930 mehrere Vorträge vor dem Verein gehalten hat und von 1916 bis 1937 dem Ausschuss angehörte. In Rauchs Amtszeit begann auch das Vereinsmitglied Karl Hermann (1888–1961) eine rege Publikationstätigkeit von heimatgeschichtlichen Beiträgen, die bis weit nach dem Zweiten Weltkrieg reichte.
Nach Rauchs Tod wechselte die Vorstandschaft des Vereins in rascher Folge. Auf Rauch folgte 1928 der Rektor des Karlsgymnasiums, Julius Wagner, der nur wenig Verbindungen zur Heilbronner Stadtgeschichte besaß und den nur widerwillig angenommenen Vorsitz bei seiner Pensionierung 1932 wieder abgab. Auf ihn folgte Albert Stöckle, der auch Lehrer am Karlsgymnasium war und einige genealogische Schriften verfasst hat, aber den Vorsitz nach der Machtergreifung der Nationalsozialisten 1933 aufgrund seiner politischen Gesinnung abgeben musste. Zu Stöckles Nachfolger wurde Alfred Schliz, gleichnamiger Sohn des von 1899 bis 1915 amtierenden Vorstandes und seit geraumer Zeit im Ausschuss des Vereins und in der Betreuung des Museums tätig. Schliz junior hat Schriften zur Heilbronner Verfassungsgeschichte vorgelegt, verzog aber 1936 nach Berlin und gab den Vorsitz an seinen bisherigen Stellvertreter, den Studienrat Georg Albrecht, weiter, der von 1929 bis 1934 schon Nachfolger von Moriz von Rauch als nebenamtlicher Stadtarchivar gewesen war. In den frühen 1930er Jahren stießen der Studienrat Kurt Bach als Schriftführer und der Fabrikant Georg Mertz als Rechner zum Verein. Beide bekleideten ihre Ämter bis in die 1960er Jahre und wurden später zu Ehrenmitgliedern ernannt. Im weiteren Verlauf der 1930er Jahre wurden u. a. der Heilbronner Dekan Rauscher sowie der Lehrer Wilhelm Mattes und der 1934 zum hauptamtlichen Stadtarchivar ernannte Götz Krusemarck in den Ausschuss des Vereins aufgenommen.
In den Jahren bis 1939 hat Vorstand Georg Albrecht die Sammlungen des Vereins nochmals vollständig neu geordnet. Dem Verein gelang es damals auch, das bisherige Naturkundliche Museum im Alten Friedhof zu erwerben, worin die vor- und frühgeschichtlichen Sammlungen des Vereins ausgelagert wurden, die ab 1935 dort das Alfred-Schliz-Museum für heimische Vor- und Frühgeschichte bildeten. Das Historische Museum wurde unter Vereinsmitglied Oberlehrer Braun neu geordnet, wobei ein Weinbaumuseum, eine stadtgeschichtliche Sammlung, ein Lapidarium und ein neues Robert-Mayer-Zimmer entstanden. Das Vortrags- und Ausflugswesen des Vereins wurde in den späten 1930er Jahren auch nochmals intensiviert. Als Redner vor dem Verein erschienen neben einheimischen Forschern u. a. auch der Archäologe Oscar Paret und der Kunsthistoriker Walter Paatz.
Der Zweite Weltkrieg brachte das Vereinsleben zum Erliegen. Viele Ausschussmitglieder wurden zum Kriegsdienst eingezogen und nicht wenige Vereinsmitglieder, darunter der Prähistoriker Günther Beiler und der Archivar Götz Krusemarck, sind an den Fronten gefallen. Der Luftangriff vom 4. Dezember 1944 vernichtete schließlich mit der gesamten Heilbronner Innenstadt auch die beiden Museen mit den Sammlungen des Vereins. Von den überlebenden Vereinsmitgliedern sind nach der Zerstörung der Stadt viele in andere Orte gezogen, darunter auch der vormalige Vorstand Georg Albrecht.

### Neubeginn nach dem Zweiten Weltkrieg
Nach dem Zweiten Weltkrieg rief der Heilbronner Fabrikant Ernst Wecker zu einer Sammlung kulturhistorisch wertvoller Stücke aus der Stadt Heilbronn und ihrer Umgebung auf. Wecker hielt auch Vorträge, in denen er für die Neugründung der zerstörten Heilbronner Museen eintrat. Daraufhin fand am 25. November 1947 erstmals wieder eine Vereinssitzung statt. Den Vorsitz hielt Emil Kost vom Historischen Verein für das württembergische Franken, dem man sich aufgrund der desolaten Zustände im kriegszerstörten Heilbronn vorerst wieder als Zweigverein anschloss. Bei der ersten Mitgliederversammlung am 9. März 1948 erklärte sich der Historische Verein Heilbronn dann erneut für selbstständig. Zum ersten Nachkriegsvorsitzenden wurde der Bankdirektor Georg Rümelin (1880–1969) gewählt, zu seinem Stellvertreter Ernst Wecker. Zum Ausschuss gehörten Stadtarchivar Alexander Renz, der Architekt Richard Scheffler, der Fabrikant Erich Landerer, die Journalistin Ilse Fischer, später auch Oberbürgermeister Paul Meyle und Landrat Eduard Hirsch. Bis 1950 gelang es, mit 287 Mitgliedern annähernd wieder den Mitgliederhöchststand der Vorkriegszeit zu erreichen.
Der Verein nahm nach dem Zweiten Weltkrieg wieder seine Vortrags-, Ausflugs- und Veröffentlichungstätigkeit auf. Die Heilbronner Museen waren jedoch nach dem Krieg in die Hände der Stadt übergegangen, so dass man kein vereinseigenes Museum mehr eröffnete. Vielmehr wurde der ab 1960 amtierende Leiter des Historischen Museums, Werner Heim, zum stellvertretenden Vorsitzenden des Vereins, womit der Verein in einer engen Verbindung mit den Städtischen Museen Heilbronn blieb. Als Georg Rümelin 1965 im Alter von 85 Jahren sein Amt als Vereinsvorsitzender abgab, folgte ihm mit Hans Moriz von Rauch (1910–2001) abermals ein Sohn eines früheren Vorsitzenden. In dessen Amtszeit fiel 1969 die Umbenennung der Veröffentlichungen des Vereins in Jahrbuch für schwäbisch-fränkische Geschichte. Rauch amtierte nur wenige Jahre, bevor er 1971 aus gesundheitlichen Gründen vom Amt zurücktreten musste, er blieb dem Verein jedoch noch lange Jahre als Ehrenmitglied verbunden. Ihm folgte der Stadtarchivar Helmut Schmolz (1928–2006), der seit 1965 schon Schriftführer des Vereins war und den Vorsitz des Vereins von 1971 bis zu seinem Tod im Jahr 2006 innehatte.
In der Ära Schmolz verzeichnete der Verein einen immensen Mitgliederzuwachs. 1976, im Jahr des 100-jährigen Jubiläums, gab es 452 Mitglieder. 1982 erreichte der Verein seinen höchsten Mitgliederstand mit 652 Mitgliedern. Unter Schmolz, der als Archivar vielfach zur Heilbronner Stadtgeschichte publiziert und referiert hat, begann eine noch engere Bindung des Vereins an städtische Einrichtungen, da künftig auch das Stadtarchiv Heilbronn die Redaktion der Schriften des Vereins übernahm. Gemeinsam mit Schmolz wirkte auch dessen Stellvertreter im Stadtarchiv, Hubert Weckbach, lange Jahre in der Schriftleitung des Vereins. Im Jahr 2001 waren unter den Ausschussmitgliedern neben Schmolz auch Kreisarchivrat Wolfram Angerbauer, Schulamtsdirektor a. D. Karl-Heinz Dähn, Bürgermeister a. D. Erwin Fuchs, Landrat a. D. Otto Widmaier und Archivdirektor Christhard Schrenk.

### Gegenwart
In der Zeit nach 2000 zeichnete sich ein deutlicher Mitgliederrückgang ab, da über lange Jahre kaum junge Mitglieder gewonnen werden konnten, während viele ältere Mitglieder verstarben. Nach Schmolz’ Tod 2006 wurde der Fabrikant Christian Mertz (1932–2015) Nachfolger im Vorsitz des Vereins. Er war bereits seit 1971 Ausschussmitglied gewesen und merkte bei seiner Wahl scherzhaft an, kaum zur Verjüngung des Vereins beitragen zu können. Gleichwohl gilt es als Mertz’ Verdienst, das Profil des Vereins zu aktualisieren, indem er die vom Verein behandelten Themen bis auf die Gegenwart ausgeweitet und die zuvor meist überregionalen Exkursionen wieder auf die Kernregion des Vereins beschränkt hat. Der Mitgliederschwund durch Überalterung wirkte sich auch negativ auf die Publikationstätigkeit des Vereins aus. Im Jahr 2006 wurde daher das vom Verein verausgabte Jahrbuch für schwäbisch-fränkische Geschichte mit der Schriftenreihe heilbronnica des Stadtarchivs Heilbronn vereinigt.
Im Jahr 2015 übernahm der Neckarsulmer Schulleiter i. R. Peter Huther den Vorsitz des Vereins. Dem Ausschuss gehörten in jenem Jahr u. a. der Denkmalpfleger Joachim Hennze sowie der Archivdirektor Christhard Schrenk an. 2024 wurde der Historiker Thomas Schnabel zum Vorsitzenden gewählt.

## Vorstände
- 1876–1899: Friedrich Betz, Sanitätsrat
- 1899–1915: Alfred Schliz, Arzt
- 1915–1928: Moriz von Rauch, Privatgelehrter
- 1928–1932: Julius Wagner, Oberstudiendirektor
- 1932–1933: Albert Stöckle, Studienrat
- 1933–1936: Alfred Schliz, Oberstaatsanwalt
- 1936–1944: Georg Albrecht, Oberstudienrat
- 1947–1965: Georg Rümelin, Bankdirektor
- 1965–1971: Hans Moriz von Rauch, Arzt
- 1971–2006: Helmut Schmolz, Archivdirektor
- 2006–2015: Christian Mertz, Fabrikant
- 2015–2024: Peter Huther, Schulleiter i. R.
- seit 2024: Thomas Schnabel, Historiker[6]